# Ecuavisa
Ecuavisa est un réseau de télévision privé d’Équateur. Il est la propriété de la banque de Guayaquil.

## Chaînes alliés à l'étranger
| Pays      | Chaîne                  |
| --------- | ----------------------- |
| Colombie  | Caracol TV              |
| Colombie  | RCN TV                  |
| Venezuela | Venevision              |
| Venezuela | RCTV                    |
| Pérou     | ATV                     |
| Pérou     | Panamericana Televisión |
| Bolivie   | Unitel                  |
| Bolivie   | Red ATB                 |
| Chili     | MEGA                    |
| Chili     | Chilevision             |
| Argentine | Telefe                  |
| Argentine | El Trece                |
| Uruguay   | Monte Carlo TV          |
| Uruguay   | Teledoce                |
| Paraguay  | SNT Cerro Corá          |
| Mexique   | TV Azteca               |

## Émissions

### Actuellement à l’antenne
- Vivir la vida (Rede Globo)
- Alguien te mira (Telemundo 2010)
- Ojo por ojo (Telemundo 2010-2011)